# Бовуа, Даниэль
Даниэ́ль Бовуа́ (род. 04.05.1938, Аннезен) — французский историк, специалист по Украине и Польше.

## Биография
Даниэль Бовуа родился во французском городе Аннезен в семье шахтёра. Обучался в лицее города Бетюн, а далее изучал славистику в Университете Лилля, где, в частности, занимался русским и польским языками.
В 1969—1972 годах работал директором Французского центра при Варшавском университете.
В 1977 году, в Сорбоне защитил докторскую диссертацию по теме: «Просвещение и общество в Восточной Европе, Виленский университет и польские школы Российской империи (1803—1832)».
В 1978—1979 годах преподавал в Университете Нанси II.
С 1979 по 1994 год читал лекции за пределами Франции: в Польше, США, России, Украине, Бельгии, Болгарии, Германии, Англии и Италии.
С 1994 года — профессор и директор Центра истории славян в Сорбонне.

## Научная деятельность
Научные интересы Даниэля Бовуа касаются изучения истории Польши, Украины и Литвы, включая их отношения с Россией. Он является автором более 170 научных работ вышедших на французском, английском, польском, русском и украинском языках.

### Основная библиография
- Lumières et société en Europe de l’Est : l’université de Vilna et les écoles polonaises de l’Empire russe, diffusion Honoré Champion, 2 vol., Paris, 1977.
- Jean Potocki, Voyages en Turquie, au Maroc, au Caucase et en Chine, Fayard, 2 vol., Paris, 1980.
- Pologne : l’insurrection de 1830—1831 et sa réception en Europe, Presses universitaires de Lille, Lille, 1982. Ouvrage collectif. Actes du colloque organisé par D. Beauvois en 1981 à l’Université de Lille III).
- Stanisława Przybyszewska, L’Affaire Danton, L'Âge d’Homme, Paris, 1983.Traduction.
- Le noble, le serf et le revizor, éditions des Archives contemporaines, Paris, 1985.
- Polacy na Ukrainie 1831—1863, Institut Littéraire, Kultura, Paris,1987.
- Poètes de l’Apocalypse. Recueil de poésies polonaises et hébraïques, Septentrion, Lille,1995.
- Les confins de l’ancienne Pologne, Septentrion, Lille, 1995.
- Coécrit avec Jerzy Kłoczowski et Yves-Marie Hilaire, Regards sur l’indomptable Europe du Centre-Est du à nos jours, Revue du Nord, Paris, 1996.
- Histoire de la Pologne, Hatier, Paris, 1996.
- La bataille de la terre en Ukraine, Septentrion, Lille,1998.
- Pouvoir russe et noblesse polonaise en Ukraine 1793—1830, Éditions du CNRS, Paris, 2003.
- La Pologne : histoire, société, culture, Éditions de La Martinière, Paris, 2004.Réédité en 2005.
- Coécrit avec Sophie Barthélemy, Ewa Manikowska et Agnieszka Morawinska, Semper Polonia, Somogy, Paris, 2004.
- Coécrit avec Jerzy Kłoczowski et Natalia Aleksiun, Histoire de l’Europe du Centre-Est, PUF, Paris, 2004.
- Henryk Sienkiewicz, Quo Vadis ?, Flammarion, Paris, 2005[7].
- Coécrit avec François Bafoil, Dieter Bingen et Bruno Drweski, La Pologne, Fayard, Paris, 2007.
- La Pologne : des origines à nos jours, Le Seuil, Paris, 2010.
- «Wilno, polska stolica kulturalna zaboru rosyjskiego 1803—1832» (Vilno, capitale culturelle polonaise des territoires annexés par la Russie 1801—1832), Wrocław, 2010, et Cracovie (PAU), 2012.
- Trojkat ukrainski, szlachta, carat i lud na Wolyniu, Podolu i Kijowszczyznie 1793—1914, Lublin, 2005, 2011 et 2016.
- Гордиев узел Российской империи. Власть, шляхта и народ на Правобережной Украине (1793—1914). / Автор. пер. М. А. Крисань. — М.: НЛО, 2011.
- «Mes pierres de lune. Essai d’autobiographie professionnelle», dans Organon, (numéro spécial), Varsovie, 2014.

## Награды и звания
Даниэль Бовуа является иностранным членом-корреспондентом Польской академии наук (PAN) (1991) и Национальной Академии наук Украины (НАН) (2000). Также является почётный доктором Вроцлавского (1993), Варшавского (1999) и Ягеллонского (2001) университетов.